# Ахмед Менгюджек
Ахмед Менгюджек (осман. امیر احمد منگجک‎) — один из военачальников сельджукского султана Алп-Арслана. Основатель династии Менгюджекогулларов (Менгюджекидов) и одноимённого бейлика.

## Имя
Хотя в источниках встречается разное написание имени этого бея — в переводе на турецкий: Mengücek, Mengücik, Mengüç, Mengüş — но в надписях на сооружениях членов династии его имя написано как Mengü-cek (Менгюджек). Мюнеджимбаши Ахмед использовал формы Mengücek и Mengüc (в переводе на турецкий), Хафиз Эбру — Mengücek (в переводе на турецкий). По мнению турецкого историка Н. Сакаоглу, наиболее правильное написание имени Mengü-cek (Менгю)джек. «Mengü» означает «Бог» на центральноазиатском тюркском языке. Мнение О. Турана, прочитавшего это имя как «Менгюджик», не было принято научным сообществом.

## Биография
Сельджукский историк Ибн Биби упоминал Менгюджека как одного из эмиров султана Сулеймана. Согласно Смбату Спарапету, ещё в 1062 году один из командиров Тугрул-бея прибыл в области Кемахи и Аргина с большим войском: «Они истребили множество людей и унесли много добычи». По мнению турецкого историка Ф. Сюмера, не исключено, что этим командиром был Менгюджек-бей, поскольку Захиреддин Нишапури, написавший в XII веке «Сельджукнаме», утверждал, что Ахмед Гази был среди командиров, посланных сельджукским султаном Алп-Арсланом на анатолийские завоевания. В XIV веке Рашид ад-Дин также называл Менгюджека Гази среди вождей султана Алп-Арслана, таких как Артук, Салтук, Данышменд. Считается, что Менгюджек участвовал в битве при Манцикерте. После победы в ней султан Алп-Арслан поручил ему покорить долины рек Карасу (Верхний Евфрат) и Чалты (бассейн Евфрата). Менгюджек Гази завоевал этот регион, захватил Эрзинджан, Кемах, Дивриги, Шебинкарахисар и основал бейлик (возможно, изначально эти земли он получил от султана как икта). В арабских источниках фигурирует туркменский вождь по имени Ибн Менчик. Он был среди анатолийских беев, сопровождавших сельджукского султана Сулеймана ибн Кутулмыш с 300 всадниками в Антиохию в 1084 году. По мнению турецкого историка О.Турана, Ибн Менчик — это Менгюджек. Однако К. Каэн писал: «Самые ранние упоминания о фамильном эпониме Мангуджак восходят не к битве при Манцикерте, как полагали более поздние не склонные к критике генеалогисты, а к 1118 году, когда он, находясь в Камахе, угрожал Малатье».
По сообщению Михаила Сирийца, «Ибн Мангуг» разорил окрестности Мелитены «пятнадцатого числа месяца адар» 1118 года. В ответ Балак и сын Кылыч-Арслана Тугрул-Арслан вступили в союз с Гюмюштекином Данишмендидом. Вместе они напали на Кемах. «Ибн Мангуг» бежал в Трапезунд и искал помощи у его дуки, Константина Гавра. Но Балак и Гюмюштекин разбили «Ибн Мангуга» и Гавра в 1118 году. В этой битве погибло около пяти тысяч греков, Гавр и «Ибн Мангуг» потерпели тяжёлое поражение и были взяты в плен. Гавр был отпущен за выкуп в тридцать тысяч динаров, а «Ибн Мангуга» Гюмюштекин отпустил без выкупа, потому что тот был его зятем. Из-за этого между Балаком и Гюмюштекином началась вражда. В дальнейшем «Ибн Мангуг» не упоминается, правитель Эрзинджана долгое время ни в каких значимых событиях участия не принимал. Предположительно, он пообещал своему тестю Гюмюштекину, что будет вести спокойную жизнь после освобождения из плена. Согласно К.Каэну, «Ибн Мангуг» — это Ахмед Менгюджек.
По словам османского историка Мюнеджимбаши, Менгюджек Гази был храбрым и умным беем. Он расширил свои границы с помощью экспедиций против грузин и греков, иногда в одиночку, а иногда присоединяясь к Данышмендидам. Предположительно после завоевания Кемаха и других городов Менгюджек Гази погиб. Аксараи утверждал, что Менгюджек участвовал в борьбе против крестоносцев вместе с Кылыч-Арсланом и Данышмендом Гази. В надписи в Дивриги на гробнице Шахин-шаха, одного из внуков Менгюджека, Менгюджек упоминается как гази и шахид.
На северо-западе города Кемах на берегу Карасу много захоронений, некоторые из которых полностью разрушены. Одно из них в народе называется «захоронение Мелика Гази». Существовала легенда, что там захоронен Менгюджек Гази. Эвлия Челеби называл гробницу «Мелик Гази Султан» и писал, что это место паломничества. Однако более вероятно, что эта могила принадлежит сыну Менгюджека, Исхаку. На нижнем уровне гробницы обнаружены семь гробов с останками. В надписи по-персидски на приписываемом Менгюджеку Гази захоронении говорится: «Тот, кто захватил провинции и замки Эрзурум, Эрзинджан, Кемах и Диярбакыр…» Но насколько достоверна надпись, неизвестно, поскольку она сделана позже. Мелик Менгюджек Гази, как и другие первые анатолийские завоеватели, стал народным святым.
То, что мавзолеи Менгюджека Гази и его сыновей находятся в Кемахе, показывает, что это была первая столица бейлика.
Менгюджек Гази правил примерно в 1071—1118 годах.